# Chandon Roy
Chandon Roy (en bengali : চন্দন রায়), né le 4 mai 2007 à Nilphamari Sadar au Bangladesh, est un footballeur international bangladais évoluant au poste de milieu défensif au Bashundhara Kings.

## Biographie

### En club
Né à Nilphamari Sadar au Bangladesh, Chandon Roy est formé par l'académie locale du BFF Elite. En août 2023, Roy est recruté par le Sheikh Russell KC.
Roy fait alors ses débuts dans la première division du Bangladesh, jouant son premier match le 23 décembre 2023, face au Sheikh Jamal Dhanmondi Club. Titulaire, il voit son équipe s'imposer par deux buts à un.
En août 2024, Chandon Roy signe en faveur du Bashundhara Kings.

### En sélection
Le 5 septembre 2022, Chandon Roy fait ses débuts avec l'équipe du Bangladesh des moins de 17 ans, en étant titularisé face au Sri Lanka. Son équipe s'impose ce jour-là par cinq buts à un.
Chandon Roy est convoqué pour la première fois avec l'équipe nationale du Bangladesh en novembre 2023. Il honore toutefois sa première sélection avec le Bangladesh le 21 mars 2024 face à la Palestine. Il entre en jeu et son équipe est battue par cinq buts à zéro,.